# Sasha Son
Sasha Son, znany też jako Sasha Song, właśc. Dimitrijus Šavrovas (ur. 18 września 1983 w Wilnie) – litewski piosenkarz.

## Życiorys
Śpiewa profesjonalnie od 10. roku życia. W 1995 został uznany za odkrycie roku przez czytelników magazynu Bravo. W 2007, jako członek zespołu U-Soul, brał udział z utworem „At Your Door” w litewskich eliminacjach eurowizyjnych.

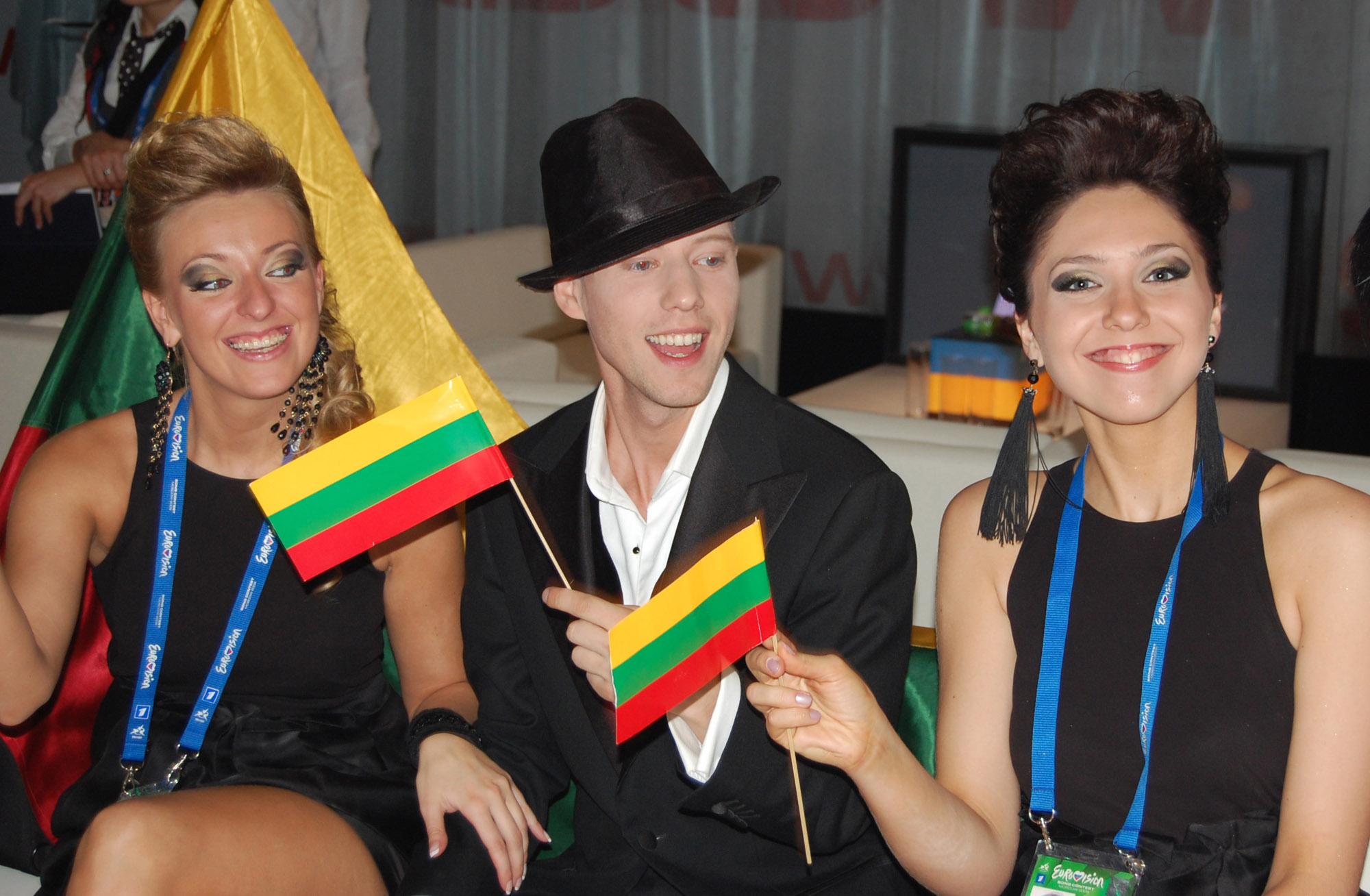
Son podczas 54. Konkursu Piosenki Eurowizji w Moskwie, maj 2009

W 2008 zajął trzecie miejsce z utworem „Miss Kiss” w krajowych eliminacjach do Eurowizji. W lutym 2009 zwyciężył z utworem „Pasiklydes žmogus” w kolejnych eliminacjach do konkursu, dzięki czemu został reprezentantem Litwy w 54. Konkursie Piosenki Eurowizji w Moskwie. Po krajowym finale nagrał anglojęzyczną wersję piosenki („Love”), z którą 16 maja zajął 23. miejsce w finale Eurowizji 2009. W 2010 wydał debiutancki album studyjny pt. Dima Šavrovas oraz zajął piąte miejsce z utworem Say Yes to Life”, nagranym z Norą, w finale krajowych eliminacji do Eurowizji 2010. W selekcjach do Eurowizji wziął jeszcze udział dwukrotnie, ale bez powodzenia: w 2011 (z piosenkami „Best Friends” i „The Slogan of Our Nation”) oraz w 2013. 1 września 2016 wydał album pt. XX.

## Dyskografia
Albumy studyjne
- Dima Šavrovas (2010)
- XX (2016)